# 나의 인생 고백
"나의 인생 고백"은 한국에서 제작된 심우섭 감독의 1974년 영화이다. 홍종원 등이 주연으로 출연하였고 주동진 등이 제작에 참여하였다.

## 출연

### 주연
- 홍종원
- 배삼룡
- 김희갑
- 윤미라